# 大湖盆地
大湖盆地（だいこぼんち、モンゴル語: Их нууруудын хотгор, Ikh Nuuruudyn Khotgor、英語: Great Lakes Depression / Great Lakes' Hollow）は、モンゴルのステップ気候地域にある大規模な凹地で、その範囲はオブス県、ホブド県、バヤン・ウルギー県、ザブハン県、ゴビ・アルタイ県の各県（アイマク）に及ぶ。西の境はアルタイ山脈、東の境はハンガイ山脈であり、北側にはタンヌ・オラ山脈があり、面積は 100,000 km2 (39,000 sq mi) 以上に及び、標高は概ね 750 to 2,000 m (2,460–6,560 ft) になっている。
盆地北辺の一部は、ロシア領にかかっている。

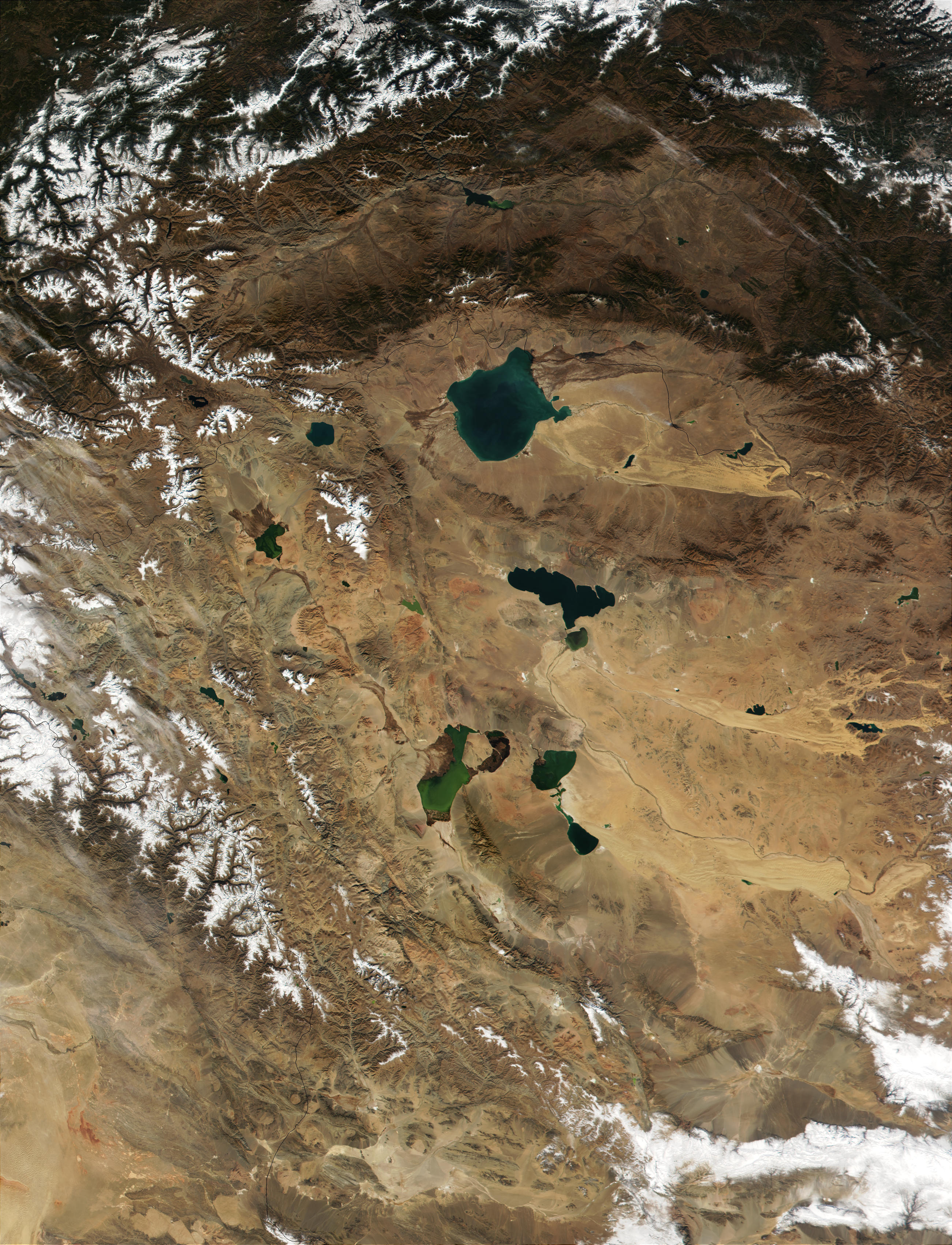
宇宙から見た大湖盆地。

この盆地の名称は、そこにモンゴルの主要な6つの湖があることに由来しており、塩湖であるウヴス湖（ウヴス・ヌール）、ヒャルガス湖（ヒャルガス・ヌール）、ドルゴン湖（ドルゴン・ヌール）と、淡水の湖であるハル・ウス湖（ハル・ウス・ヌール）、ハル湖（ハル・ヌール）、アイラグ湖（アイラグ・ヌール)や、その他、多数のより小さい湖が散在している。さらにこの盆地には、14,000 km2 (5,400 sq mi) ほどのソロンチャクの土壌面が広がり、大規模な砂漠も広がっている。北部では、乾燥したステップが卓越しているが、南方では砂漠や砂漠に準じた景観が広がっている。おもな河川は、ホブド川、ザブハン川、テス川である。

## 生態系
この盆地は、モンゴルにあって、淡水が得られる主要な場所であり、中央アジアを代表する重要な湿地が見出される。こうした湿地は、互いに接続した浅い湖が、おしなべて砂漠のようなステップが広がる中に帯状のヨシ原を広げていく。こうした湿原は、ヘラサギ、ナベコウ、ミサゴ、オジロワシ、サカツラガン、インドガンなど、多数の希少な渡り鳥の寄留地となっている。モンゴルの大湖盆地には、モモイロペリカンの個体はほとんど残っていない。鳥たちは、魚や植生の豊富な、川や湖の集水域に生息している。
この地域における、魚類の種類は少なく、現れる魚のほとんどは固有種かそれに近いものであり、特に Oreoleuciscus（英語: Altai osmans）、カワヒメマス類（英語: graylings）、コウゲンドジョウ類 (英語: stone loach）が目立つ。